# Giornata europea della cultura ebraica

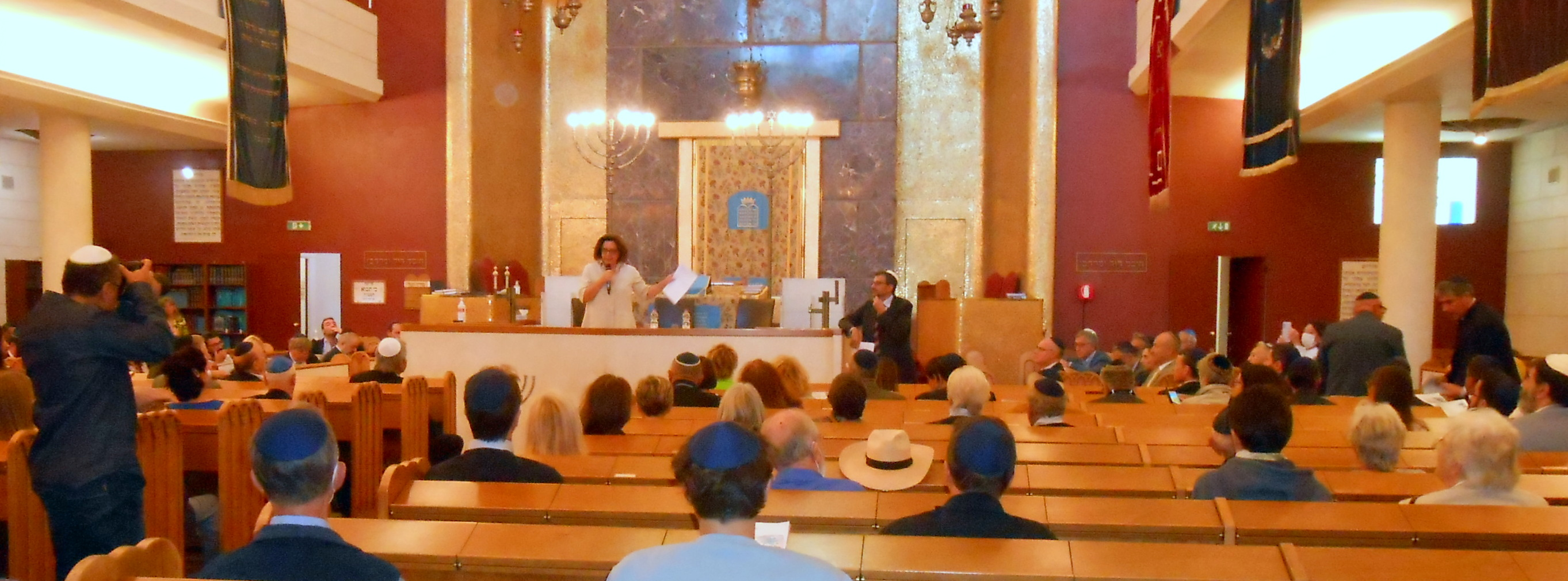
La sinagoga centrale di Milano con pubblico e oratori per la "Giornata europea della cultura ebraica 2022" dal tema "Il Rinnovamento"

La Giornata europea della cultura ebraica è un evento annuale celebrato in Unione europea. Lo scopo della giornata è quello di organizzare attività nell'ambito della cultura ebraica, come convegni, letture e dibattiti, con l'intenzione di aprire il patrimonio culturale della popolazione ebraica. Le attività sono coordinate dall'European Association for the Preservation and Promotion of Jewish Culture (AEPJ), dalle European Council of Jewish Communities, B'nai B'rith Europe e dal Network of Jewish Quarters in Spain.
A ogni edizione viene scelto un tema specifico dell'interno del percorso storico e del millenario patrimonio culturale.

## Edizioni
| Anno | Giorno         | Tema                                                                          |
| ---- | -------------- | ----------------------------------------------------------------------------- |
| 1999 | 5 settembre    | -                                                                             |
| 2000 | 3 settembre    | -                                                                             |
| 2001 | 6 settembre    | Ebraismo e arti                                                               |
| 2002 | 6 settembre    | Calendario ebraico e celebrazioni nell'arte, nella musica e nella gastronomia |
| 2003 | 6 settembre    | Pesach                                                                        |
| 2004 | 6 settembre    | Ebraismo ed educazione                                                        |
| 2005 | 6 settembre    | L'eredità della cucina ebraica                                                |
| 2006 | 6 settembre    | Le vie europee del patrimonio ebraico                                         |
| 2007 | 8 settembre    | Testimonianze                                                                 |
| 2008 | 4 settembre    | Musica ebraica                                                                |
| 2009 | 4 settembre    | Feste e tradizioni ebraiche                                                   |
| 2010 | 5-15 settembre | L'arte nell'ebraismo                                                          |
| 2011 | 4 settembre    | Ebr@ismo 2.0: dal Talmud a internet                                           |
| 2012 | 2 settembre    | L'umorismo ebraico                                                            |
| 2013 | 29 settembre   | Ebraismo e natura                                                             |
| 2014 | 14 settembre   | Le donne nell'ebraismo                                                        |
| 2015 | 6 settembre    | Ponti                                                                         |
| 2016 | 4 settembre    | Lingue ebraiche                                                               |
| 2017 | 3 settembre    | Diaspora                                                                      |
| 2018 | 2 settembre    | Narrativa                                                                     |
| 2019 | 15 settembre   | Sogni, una scala verso il cielo                                               |
| 2020 | 6 settembre    | Percorsi ebraici                                                              |
| 2021 | 10 ottobre     | Dialoghi                                                                      |
| 2022 | 18 settembre   | Il Rinnovamento                                                               |
| 2023 | 10 settembre   | Memoria                                                                       |